# Hohwaldhütte
Die Hohwaldhütte ist eine Selbstversorgerhütte der Sektion Bergfreunde Saar des Deutschen Alpenvereins in den Vogesen, Frankreich.

## Geschichte
Die Sektion Turnsektion Saar wurde am 7. April 1959 in Saarbrücken als Sektion Turnsektion Saar des Deutschen Alpenvereins gegründet. Die Namensänderung in Sektion Bergfreunde Saar erfolgte in der Mitgliederversammlung am 23. November 1968 im Cafe Freiberg in Neunkirchen.
Schon zwei Jahre nach der Gründung fand man 1961 in den Vogesen in 940 m Höhe unterhalb des Champ du Feu 1099 m auf der Gemarkung von Le Hohwald ein geeignetes Grundstück zum Bau einer Vereinshütte. Der Standort hatte den Vorteil, dem Saarland und den Mitgliedern der Sektion am nächsten zu sein. Der erste Bauabschnitt des Bergfreunde Stützpunktes, das Fundament, wurde am 22. November 1962 fertig. Neben dieses Fundament stellte man eine gekaufte Holzbaracke als Provisorium aus Merlebach. Es folgte am 12. September 1963, als zweiter Bauabschnitt, ein Steinanbau für das Erdgeschoss mit den sanitären Anlagen. Mit der Fertigstellung des Steinanbaus, somit der dritte Bauabschnitt, feierte man am 11. und 12. September 1965 die vorläufige Einweihung. Erst 1978 konnten die Mauern für das Obergeschoss hochgezogen und das Dach errichtet werden, da man erst jetzt die finanziellen Mittel zur Verfügung hatte. Die alte Holzbaracke hatte jetzt ausgedient. Im Außenbereich errichtete man noch einen Grillplatz und einen Geräteschuppen. Die endgültige Einweihung fand nach 22 Jahren Bauzeit am 1. Juli 1984 statt.

## Lage
Die Hohwaldhütte auf 940 m steht in den Vogesen in der französischen Gemeinde Le Hohwald (deutsch Hohwald) im Département Bas-Rhin in der Region Grand Est (bis 2015 Elsass).

## Zugänge
- Es existieren Parkplätze am Haus in einer begrenzten Anzahl.

## Tourenmöglichkeiten
- Tour du Champ du Feu (1099 m), Mehrtagestour, Massif des Vosges, 91,3 km, 30 Std.
- Circuit du champ du feu, Wanderung, Elsass, 10 km, 3,1 Std.
- Circuit de la Chaume des Veaux depuis le col du Kreuzweg, Wanderung, Massif des Vosges, 5,7 km, 2 Std.
- Yann 2014 Hohwald, Wanderung, Elsass, 9,8 km, 3 Std.
- Den Kalbsstoppeln, Wanderung, Massif des Vosges, 9,3 km, 4 Std.
- Balade Ferme-Auberge Lindenhof : sur les hauteurs d'un village forestier, Wanderung, Massif des Vosges, 6 km, 2 Std.
- Ferme du Manou, Wanderung, Elsass, 2,9 km, 1,5 Std.
- Kloster Hohenburg
- Hohkönigsburg[2]

## Klettern
- Klettergebiete im Elsass[3]

## Skifahren
- Skigebiet Champ du Feu[4]

## Karten
- Kompass Karten 2221 Elsass, Vogesen Mitte, Alsace, Vosges du Centre: 2 Wanderkarten 1:50.000 im Set inklusive Karte zur offline Verwendung in der kostenlosen App, Landkarte – Gefaltete Karte. ISBN 978-3990448717